# Lapland
 Der er for få eller ingen kildehenvisninger i denne artikel, hvilket er et problem. Du kan hjælpe ved at angive troværdige kilder til de påstande, som fremføres i artiklen.

Sápmi, på dansk ofte kaldet Lapland (på dansk også omtalt som Sameland) er en region i Finland, Norge, Rusland og Sverige.
Samer beboer et område i Norge, Sverige, Nordfinland og den russiske Kola-halvø. Grænserne er kun skarpe, hvor Lapland når til Ishavet og det Hvide Hav. I Norge omfatter det hele Finmarken og fjeldegnene indtil Røros, i Sverige de indre fjeld- og skovrige egne indtil Jämtland i syd, dele af Jämtland og Härjedalen kan endog med god grund henregnes til Lapland. Det omtrentlige areal er 400.000 km²; deraf er 40 % underlagt Rusland, 30 % underlagt Sverige, 17 % underlagt Finland og 13 % underlagt Norge.
Sameland har aldrig udgjort nogen politisk enhed, lige så lidt som det folk, der har lagt navn til landet, nogensinde har haft en egen stat, men der er lokale ting i de tre lande: Sametinget i Norge, Sametinget i Sverige og Sametinget i Finland.

## I Norge
Amtmand Harris i Finnmark undertegnede i 1853 en kundgørelse på samisk med Sameædnan Amt i stedet for "Finmarkens Amt". Amtmand Prebensen skrev i 1894 Finmarko amtast, mens amtmand Urbye i 1911 skrev Sameædnan amtast.
Med hensyn til "overbeiting" [af rensdyr, pr. 2018] skrev medierne at landbrugspolitikken "må bera hovudansvaret"; derimod var "det gamle siida-systemet" ... bæredygtig.

### Arkæologi
Der er fundet 10 "komsabopladser" langs Porsangerfjorden. Der er stærke formodninger om at samerne stammer fra Komsakulturen.
Kamkeramik og slibning af sten viste sig i begyndelsen af Yngre stenalder.
Redskaber og jagtvåben lavedes hovedsagelig af horn og ben omkr. år 500 fvt.
Redskaber af jern viste sig i Samisk jernalder.
Antal bopladser fra yngre stenalder, som er fundet på Finnmarksvidda, er (pr. 1980) 150.

## I Sverige

### Terræn
Navnet Lapland bruges især om det nordligste af Sveriges historiske landskaber, Lapland, der mod vest grænser til Norge, mod nord til Norge og Finland, mod øst til landskabet Västerbotten og mod syd til Ångermanland og Jämtland. Det er 117.984 km2 (heraf 7.700 km2 vand). I fysisk henseende kan landskabet Lapland deles i to regioner, nemlig mod vest og nordvest fjeldlandet med de store søer og øst og sydøst herfor et bredt bælte af moræner og moser. Fjeldlandet, der under navnet Kølen strækker sig langs den norsk-svenske grænse, har inden for svensk Lapland en bredde af ca. 100 km. Nordligst i Lapland når fjeldene kun højder på ca. 1.400 m og længst i sydvest ca. 1200 m, men omtrent ved midten af landskabets vestgrænse hæver det sneklædte Sulitelma sig til 1877 m, og nordøst herfor når Sarektjåkko 2090 m i en vældig fjeldegn, syd for Lule elvens øvre dal, mens Sveriges højeste tinde, Kebnekaise, syd for Torneträsk, stiger til 2123 moh. Adskillige dale med hovedretning nordvest-sydøst er nedskårne i dette fjeldland. Gennem dalene strømmer floder, og i nogle tilfælde findes langstrakte søer, opståede som følge af isens virksomhed under istiden, idet store moræneaflejringer har lagt sig tværs over dalene og således frembragt søbassiner. Fjeldlandets store søer har lige som dalene en nordvest-sydøstlig hovedretning, og de ligger alle i omtrent samme højde, således Torneträsk 345 m.o.h., Langas og Store Lule-Träsk 375-370 m.o.h., Hornavan og Storavan 425-419 m.o.h., Storuman 348 m.o.h. og Malgomaj 341 m.o.h. Disse søer strækker sig delvis ud over det egentlige fjeldlands grænser mod sydøst og indgår som led i de vældige elvdrag, der med hovedretning nordvest-sydøst gennemfarer Lapland, følgende landskabets almindelige hældning.
Grænsen mod Finland dannes af Köngämä elv, der i sit nedre løb kaldes Munio Elv og udmunder i Torneträsks afløb, Torne elven Kalix elvens kilder findes i Kebnekaises fjeldegn. Sydligere rinder den store Lule elv gennem en lang række af søer, danner de vældige Porjus vandfald og forbinder sig inden for Lapland med Lille Lule Elv. Pite elven udspringer fra Sulitelmas gletsjer. Det vældige søkompleks Hornavan-Storavan afvandes gennem Skellefte elv. Urne elvens kildesø er store Umevatten ved den norske grænse, hvorfra den rinder mod sydøst og gennemstrømmer flere søer, der i blandt Stor-Uman. Malgomaj i det sydligste Lapland sender sine vande gennem Ångermanelven. Mellem sø- og elvdragene strækker sig lave udløbere fra fjeldlandet mod sydøst. Således ligger mellem Torne elv og Kalix elv de på jernmalm rige bjerge Kirunavara og Luossavara, og øst for Store Luleträsk ligger malmbjerget Gällivare. Største delen af Lapland ligger dog kun 200 à 500 m.o.h. og tilhører morænernes og mosernes bælte. Undergrunden er her mest dækket af stenede moræne aflejringer på nogle få meters tykkelse. Overfladen er meget ujævn og afløbsforholdene mangelfulde, hvorfor der findes mange søer og især vidtstrakte moser.

### Klima
Klimaet er overordentligt barskt. Middeltemperaturen for januar og i juli i Karesuando (ved Munio elven), Riksgränsen (vest for Torneträsk), Kiruna, Jokkmokk (ved Lille Lule Elv) og Stensele (ved Ume Elv) ses af nedenstående tabel:
| Sted        | m over havet | Januar   | Juli    |
| ----------- | ------------ | -------- | ------- |
| Karesuando  | 333          | -14,6 °C | 12,0 °C |
| Riksgränsen | 522          | -10,5 °C | 10,0 °C |
| Kiruna      | 507          | -12,3 °C | 11,3 °C |
| Jokkmokk    | 255          | -14,4 °C | 14,3 °C |
| Stensele    | 328          | -12,0 °C | 13,9 °C |

Sommeren er ret mild og rig på solskin. I den nordlige del af landskabet, nord for polarkredsen, er solen ved midsommer oppe hele døgnet, ved Karesuando (68° 27′ n. br.) således fra 26. maj til 18. juli. Men sommeren varer i det nordlige Lapland kun ca. 2 måneder (juli-august), mens middeltemperaturen for 7 måneder (oktober-maj) ligger under frysepunktet.

### Plantevækst
Fjeldlandets typiske vegetationsform er "fjeldheden". De vidtstrakte fjeldplateauer er dækkede af krybende dværgbuske, for en stor del tilhørende arter af lyngfamilien. Også dværgbirken og enebærbusken er karakteristiske fjeldhedeplanter. Urter og græsser forekommer også, men spiller en mere underordnet rolle. Mellem buskene gror mosser og laver. På frugtbare, velvandede steder afbrydes fjeldheden dog af et rigere plantesamfund, den såkaldte "dryas-formation", med fjeldsimmer, ranunkler, stenbræk, ensian og andre smukt blomstrende urter samt græsser. I den nedre del af fjeldregionen findes store pilekrat, især ved vandløb og på andre sumpede steder. Skovgrænsen ligger i det nordlige Lapland 500 m.o.h., og i den øvre del af skovregionen, indtil ca. 400 m.o.h., er birken det fremherskende skovtræ. Hvor jorden er frugtbar, findes under birketræerne en rig vegetation af blomstrende urter og græs. Neden for birkeskoven kommer nåleskoven, som dækker det meste af morænelandet, for så vidt ikke dårlige afløbsforhold har begunstiget mosedannelsen. På tørre, sandede strækninger breder sig de såkaldte "fyrreheder", hvor fyrretræerne står med betydeligt mellemrum og skovbunden er hvid af rensdyrlav. På mere frugtbare steder, hvor fyrreskoven er tæt, er skovbunden derimod grøn af mos, men her trives også granen godt, og udviklingen går ofte i retning af, at granen fortrænger fyrren, idet sidst nævnte ikke kan tåle skygge og derfor ikke kan formere sig i granskoven.

### Dyreliv
Laplands vilde dyreverden har tidligere været rigere end nu. Vildrenen findes ikke mere i svensk Lapland. Bjørnen er blevet sjælden, men ulven er endnu ret almindelig, både i skoven og på fjeldet. Lossen og måren hører til i skoven. Også elsdyret har sit hjem her såvel som tjuren, hjærpen, tranen, lavskrigen og mange andre fugle. Af de for fjeldregionen karakteristiske fugle kan fremhæves fjeldrypen, fjelduglen og snespurven.

### Befolkningsforhold
Lapland er det tyndest befolkede og ufrugtbareste af Sveriges landskaber. Den større nordlige del, som tilhører Norrbottens Len, er 73.100 km2 med i 1910 43.557 indbyggere; den mindre, sydlige del, som regnes til Västerbottens Len, udgør 37.800 km2 med i1910 37.952 indbyggere.
Af det nordlige Lapland var inden 1. verdenskrig kun 0,06 % opdyrket, 0,8 % naturlig eng, 19 % skov og 80 % øde land. For det sydlige, til Västerbotten hørende Lapland var de tilsvarende tal 0,24 %, 2,5 %, 38 % og ca. 59 %. Agerbrug kan kun drives på relativt ubetydelige arealer i dalbunden og på dalenes sydvendte sider. Fjeldenes og skovenes magre græsgange og lavmarker udnyttes af dem som ejer rensdyrhjorde. I et godt år har man i det sydlige Lapland avlet 750 hl rug, 68.000 hl byg, 125.000 hl kartofler og 20.000 hl andre rodfrugter; i den til Norrbotten hørende del af Lapland var de tilsvarende tal 400, 13.000, 33.000 og 6.000. 1909 fandtes i det sydlige Lapland 4.866 heste, 26.670 stk hornkvæg, 18.000 får, 2.900 geder og 1.760 svin; i den til Norrbotten hørende del var de tilsvarende tal 2.766, 8.900, 9.900, 1.100 og 270. Af rener fandtes til sammenligning i 1911 i Norrbotten 169.600, i Västerbottens Len 75.900.
Stor betydning for det nordlige Lapland fik fra begyndelsen af 1900-tallet bjergværksdriften. Med hensyn til befolkningens sammensætning var det svenske element stærkt overvejende, især i det sydlige Lapland, idet Västerbottens Len kun havde ca. 1500 samere. I svensk Lapland som helhed udgjorde samerne kun ca. 7,5 % af befolkningen. I visse egne af det nordlige Lapland fandtes en mængde finske nybyggere (i alt over 6.000).

## I Finland
Også i Finland kaldes det nordligste landskab Lapland. Finsk Lapland, Lappmarken, Finsk Sápmi eller Lappi ligger mellem 67° og 70° n. Br. og er 58.974 km2 med (1908) 13573 Indb. Naturforholdene afviger her ikke stærkt fra svensk Lapland. Dog er fjeldlandet ikke nær så højt. Kun den såkaldte "lappiske arm", der mod nordvest strækker sig ind mellem Norge og Sverige, har karakter af et egentligt bjergland med adskillige toppe på over 1000 m; højest er Halditschokko (1353 m). Sydligere mellem Munio elven og Ounasjoki, hæver sig fjeldene Ounastunturi og Pallastunturi til højder mellem 700 og 800 m, "evig Sne" findes ikke i finsk Lapland, undtagen i kløfter, der vender mod nord. Mest er fjeldlandet en bølgeformet højslette, hvorover enkelte toppe hæver sig. Ned i dette fjeldplateau har floderne skåret sig dybe dale med stejle sider. Mod nord og nordøst rinder Tana elven, der danner grænsen mod Norge, og Pasvigs elven eller Patsjoki, der afvander den vældige Enare sø. Det største flodsystem i finsk Lapland er dog Kemi elven, der med sine store bifloder Ounasjoki, Kittinen og Luirojoki afvander det meste af finsk Lapland til den Bottniske Bugt. Kemi-systemet tilhører dog for største delen ikke fjeldlandet, men moræne- og moselandet, der indtager det meste af det finske som af det svenske Lapland. Syd for Maanselkæ, eller vandskellet mellem de til Ishavet og til den bottniske bugt. Kemi-systemet tilhører dog for uhyre flade mosedrag.
I øvrigt er morænelandet skovbevokset; fyr er den fremherskende træsort, men viger mod syd mange steder for graner.
Der findes kun ca. 1.500 samere i finsk Lapland, og kun en mindre del af disse lever som rensdyrnomader. Finnerne i Lapland ernærer sig ved fiskeri, skovhugst, kvægavl, delvis endog ved rensdyravl. Egentligt agerbrug lykkes ikke på grund af klimaets barskhed (middeltemperaturer for febr ÷ 13° à ÷ 14 °C, for juli 12° à 13 °C) og især sommerens korthed. Sneen begynder at dække landet i september, og endnu i maj kan der være slædeføre.